# Galium grayanum
Galium grayanum es una especie de planta herbácea perennifolia perteneciente a la familia de las rubiáceas. Es nativa de las altas montañas de California, distribuyéndose en Nevada por las montañas de Sierra Nevada.

## Descripción
Es una hierba perenne cespitosa que forma parches verdes alfombrados entre las rocas de las laderas de las montañas. Sus tallos rastreros pueden alcanzar hasta unos 20 centímetros de largo. Las hojas están dispuestas, a intervalos en el tallo, en forma de verticilos de cuatro. Las hojas son ovaladas y puntiagudas, ligeramente carnosas y aterciopeladas. La planta es dioica, pero las flores masculinas y femeninas son similares en apariencia, con color amarillento a rojizo de las pequeñas corolas en los extremos de los tallos con hojas. El fruto es una nuez con una capa de pelos muy largos. Cuando aparece la fruta con un gran número de núculas, la planta adquiere un aspecto borroso.

## Taxonomía
Galium grayanum fue descrita por Friedrich Ehrendorfer y publicado en Contributions from the Dudley Herbarium 5(1): 15–16, f. 5, en el año 1956.
Etimología
Galium: nombre genérico que deriva de la palabra griega gala que significa  "leche",  en alusión al hecho de que algunas especies fueron utilizadas para cuajar la leche.
grayanum: epíteto otorgado en honor del botánico estadounidense Asa Gray.